# Ernst Ruska
Ernst August Friedrich Ruska (Heidelberg, 25 dicembre 1906 – Berlino, 27 maggio 1988) è stato un fisico tedesco, vincitore del Premio Nobel per la fisica nel 1986.

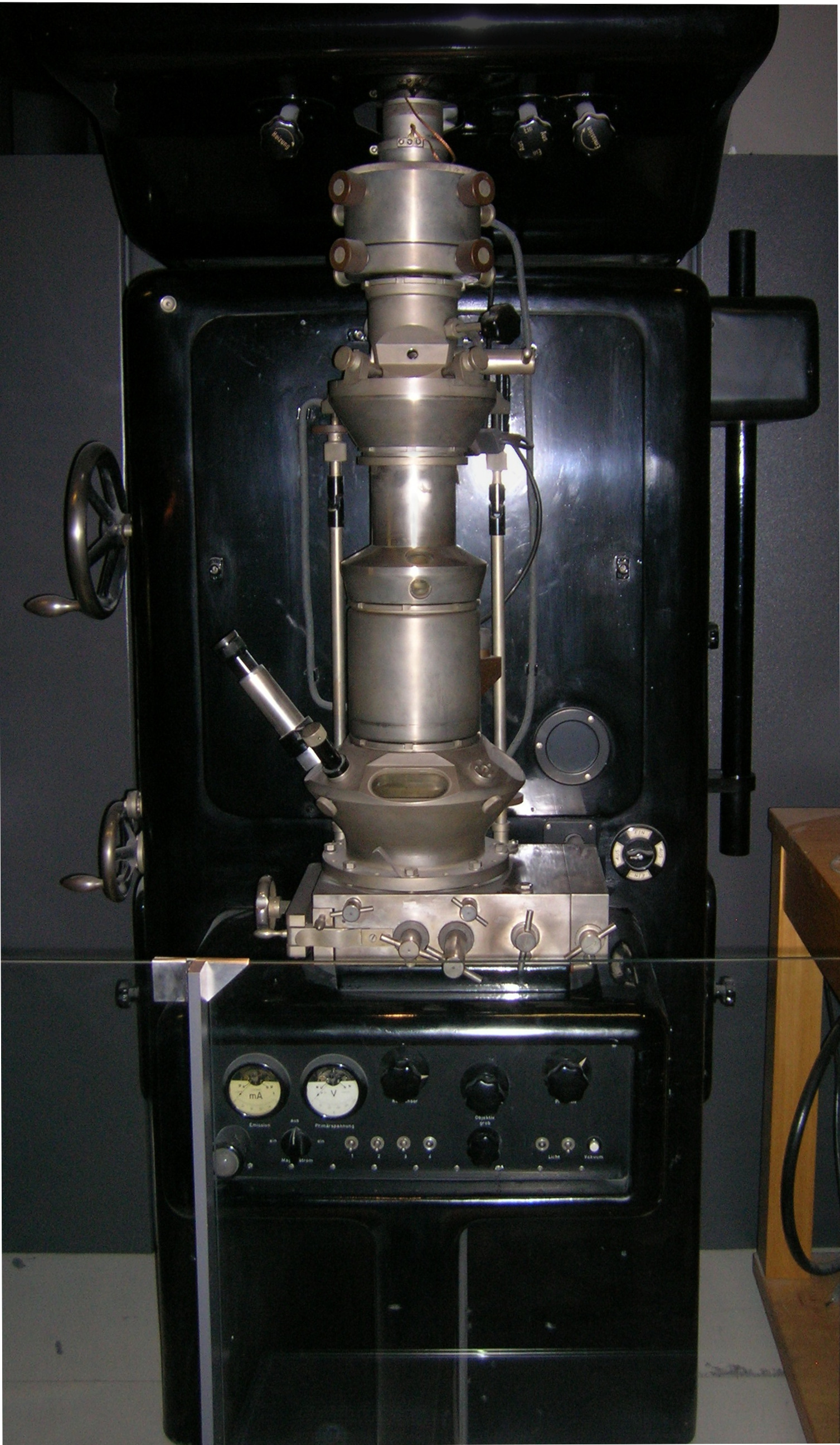
Il microscopio elettronico di Ernst Ruska e Max Knoll del 1933.

A lui, assieme a Max Knoll, si deve la nascita del primo microscopio elettronico nel 1933. Fu professore all'Università libera di Berlino.

## Biografia
Ernst August Friedrich Ruska era figlio di Julius Ruska (1867–1949), orientalista, ed Elisabeth Merx (1874–1945). Suo fratello era il medico e biologo Helmut Ruska (1908–1973).
Frequentò lo Kurfürst-Friedrich-Gymnasium di Heidelberg, studiò dal 1925 elettrotecnica all'Università tecnica di Monaco, dal 1927 alla TH Berlin e fu laureato nell'agosto del 1933 con la tesi Über ein magnetisches Objektiv für das Elektronenmikroskop. Trovò occupazione presso la Berliner Fernseh AG. Dal febbraio 1937 lavorò con Bodo von Borries per lo sviluppo industriale del microscopio industriale presso la Siemens & Halske AG di Berlino. Nel 1944 ricevette l'abilitazione alla TH Berlin. Fu insignito negli anni della seconda guerra mondiale del premio con la più alta onorificenza tedesca dedicata specificatamente al lavoro, il Premio Dt. Fritz Todt, accompagnato da un premio in denaro di 50000 Reichsmark.
Dopo la guerra lavorò presso il laboratorio di optoelettronica Siemens dove nel 1949 venne creata la divisione di microscopia elettronica presso il Fritz-Haber-Institut della Società Max Planck a Berlino-Dahlem, che divenne nel 1955 Institut für Elektronenmikroskopie am Fritz-Haber-Institut, parte della Max-Planck-Gesellschaft. Nel 1949 divenne professore presso l'Università libera di Berlino, dal 1959 insegnò all'Università tecnica di Berlino. La costruzione antica della Facoltà di fisica della TU Berlin è intitolata a suo nome: Ernst-Ruska-Gebäude (ER).
Ernst Ruska e suo fratello Helmut Ruska sono sepolti al Waldfriedhof (Grabstätte Abt. XX-AW 51) di Berlino-Zehlendorf.

## Opera
Ruska fu il precursore della microscopia elettronica. Il 9 marzo 1931 assieme a Max Knoll, con lenti magnetiche riuscì ad ottenere un ingrandimento ottico, base del principio della microscopia elettronica. Il campo magnetico ordinava gli elettroni con la loro carica elettrica in fasci che venivano indirizzati verso una lente come un raggio di luce e fungere da "Übermikroskop"  (supermicroscopio). Poiché la lunghezza d'onda degli elettroni è minore di quella della luce nel campo del visibile, la risoluzione del microscopio elettronico superava quella di un qualunque altro microscopio ottico.
Ruska riuscì a realizzare un altro prototipo nel dicembre 1933 con un ingrandimento di x 12.000. Con il socio Bodo von Borries sviluppò un apparecchio che fu prodotto in serie dal 1938/39.

## Onorificenze
Ernst Ruska fu membro della Deutschen Akademie der Naturforscher Leopoldina - Nationale Akademie der Wissenschaften, e viene rilasciato a suo nome un premio.
- 1960 riceve il premio Albert Lasker Award for Basic Medical Research.
- 1966 riceve la Großen Verdienstkreuz della Bundesrepublik Deutschland.
- 1970 riceve il premio Paul-Ehrlich-und-Ludwig-Darmstaedter-Preis.
- 1975 Cothenius-Medaille
- dal 1980 viene consegnato dalla Deutsche Gesellschaft für Elektronenmikroskopie il premio Ernst Ruska per la elettromicroscopia.[3]
- 1983 Großes Verdienstkreuz mit Stern della Bundesrepublik Deutschland.
- 1986 riceve la Medaglia d'oro Robert Koch.
- 1986 riceve il Nobel per la fisica; condivide il premio con Gerd Binnig e Heinrich Rohrer.
- 1987 riceve la Große Verdienstkreuz mit Stern und Schulterband della Bundesrepublik Deutschland.
- dal 24 novembre 2005 l'edificio del Physikalischen Institute presso la Technischen Universität Berlin si intitola Ernst Ruska.
- Il 18 maggio 2006 viene inaugurato lo Ernst Ruska-Centre a Jülich.[4]

## Scritti (parziale)
- E. Ruska: Über eine Berechnungsmethode des Kathodenstrahloszillographen auf Grund der experimentell gefundenen Abhängigkeit des Schreibfleckdurchmessers von der Stellung der Konzentrierspule. Studienarbeit Technische Hochschule Berlin, Lehrstuhl für Hochspannungstechnik, eingereicht am 10.5.1929
- E. Ruska: Untersuchung elektrostatischer Sammelvorrichtungen als Ersatz der magnetischen Konzentrierspulen beim Kathodenstrahloszillographen. Diplomarbeit, Technische Hochschule Berlin, Lehrstuhl für Hochspannungstechnik, eingereicht am 03.12.1930
- E. Ruska und M. Knoll: Die magnetische Sammelspule für schnelle Elektronenstrahlen. In: Z. techn. Physik. Band 12, 1931, S. 389–400 und 448. eingegangen am 28.4.1931
- M. Knoll und E. Ruska: Das Elektronenmikroskop. In: Zeitschrift für Physik. Band 78, 1932 S. 318–339 eingegangen am 16.6.1932
- E. Ruska: The Electron Microscope as Ultra-Microscope. In: Research and Progress. Band 1, Januar 1935, S. 18–19
- E. Ruska: Über den Aufbau einer elektronenoptischen Bank für Versuche und Demonstrationen. In: Z. wiss. Mikroskopie. Band 60, 1952, S. 317–328
- E. Ruska: Erinnerungen an die Anfänge der Elektronenmikroskopie. Festschrift Verleihung des Paul-Ehrlich- und Ludwig-Darmstaedter-Preises 1970, Heft 66, S. 19–34. Gustav-Fischer-Verlag, Stuttgart
- E. Ruska: Das Entstehen des Elektronenmikroskops und der Elektronenmikroskopie. Nobel-Vortrag. In: Physikalische Blätter. Band 43, 1987, S. 271–281 bzw. Rev. Mod. Physics. Band 59, 1987, S. 627–638